# Selina Cooper
Selina Cooper (4 décembre 1864, Callington - 11 novembre 1946) est une syndicaliste et suffragiste britannique. Elle est la première femme à représenter le parti travailliste indépendant au Royaume-Uni, en 1901.

## Biographie
Originaire des Cornouailles, Selina Cooper s’installe avec sa famille à Barnoldswick, après la mort de son père, Charles Coombe, des suites de la typhoïde. En 1876, elle commence à travailler dans des usines de textile locales. Elle quitte l'école à l'âge de treize ans pour travailler à temps plein dans la confection de vêtements.

## Activités syndicales et politiques
Selina Cooper s’implique activement dans les activités syndicales et défend la cause des femmes employées. Elle suit des cours pratiques d'hygiène et de premiers secours et devient  membre du comité d'ambulance de Barnoldswick St John en 1895. En 1897, elle rejoint la Women's Co-operative Guild, puis la North of England Society for Women's Suffrage dès 1900, militant ainsi pour le suffrage féminin. Son engagement s’inscrit dans le mouvement des suffragistes qui réclame le droit de vote pour toutes,.
En 1910, Selina Cooper est choisie pour faire partie du groupe de quatre femmes invitées à débattre du droit de vote des femmes auprès d'Herbert Henry Asquith, alors Premier ministre du Royaume-Uni.
Pendant la Première Guerre mondiale, elle fonde le premier centre de maternité à Nelson, dans le Lancashire. Elle est ensuite élue au conseil municipal, avant de devenir magistrate exerçant pour sa localité.
Dans les années 1930, elle démissionne du Labour Party, car selon elle celui-ci ne prend pas suffisamment position contre la montée du fascisme en Europe. Tout au long de sa vie, Selina Cooper a continué à s'impliquer dans la politique locale, s’opposant à la conscription militaire et au fascisme en plus des questions liées aux droits des femmes.

## Reconnaissance
La maison de Selina Cooper, située au 59, rue St Mary 's, à Nelson, porte une plaque matrimoniale commémorative. En 2015, son histoire fait l'objet d'une pièce de théâtre Hard-Faced Woman, interprétée  à la compagnie Function Factory de Nelson.